# Bororo

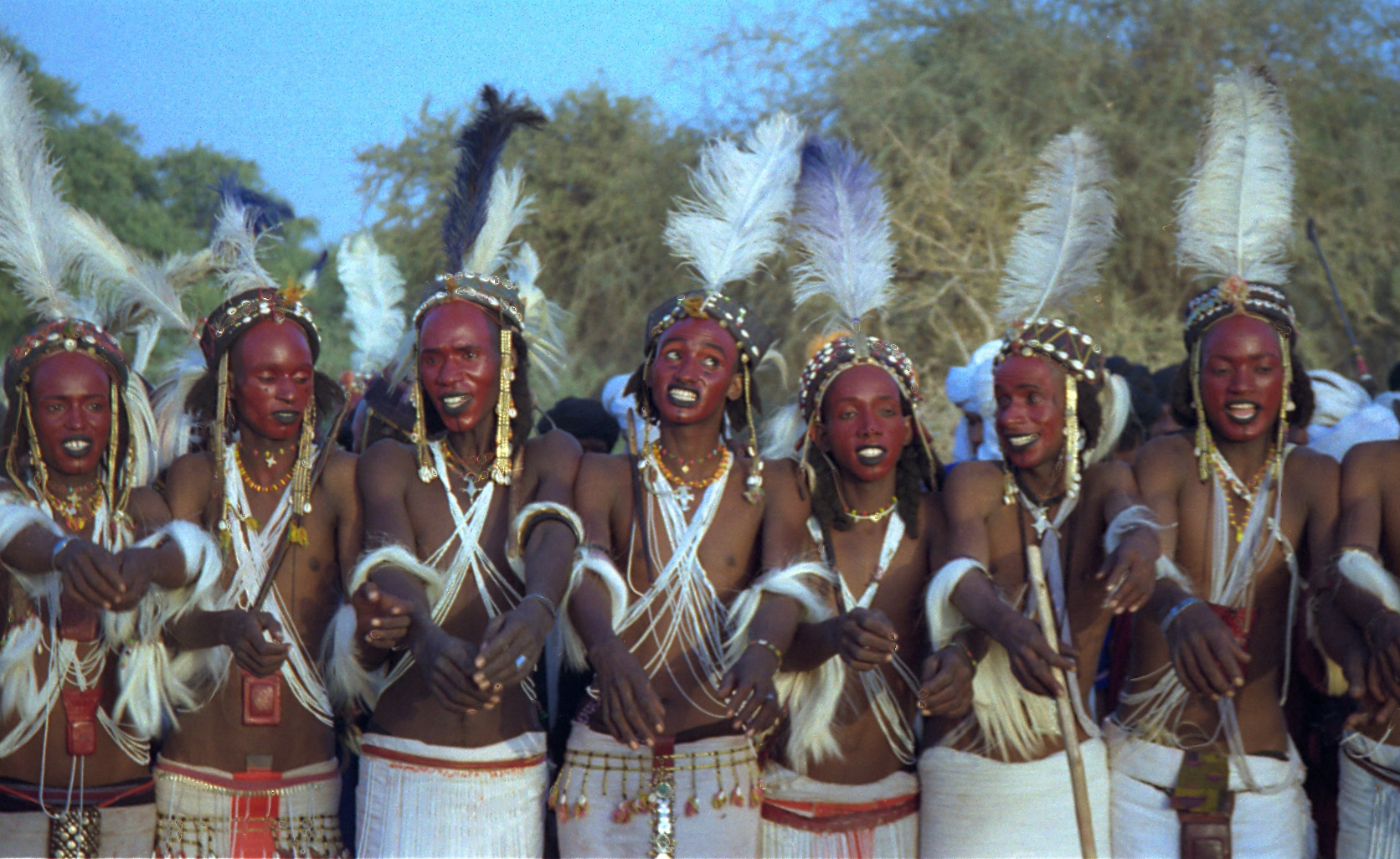
Baile ritual de Gerewol para buscar esposa, donde los jóvenes ejecutan este baile ante las interesadas exhibiendo la blancura de ojos y dientes, un símbolo de belleza; Níger, 1997.

Los boroboro (también Wodaabe) son un subgrupo étnico de los pastores fulani. Son tradicionalmente pastores y comerciantes nómadas ubicados en el Sahel, con migraciones desde el sur de Níger, a través del norte de Nigeria, noreste de Camerún, oeste de la República Centroafricana y el nordeste de la República Democrática del Congo . Se estima que hacia 1983 consistían en 45 000 habitantes.
Hablan el idioma fula y la religión predominante es el islam con influencias preislámicas animistas.